# Diplomesodon pulchellum
Il toporagno pezzato o toporagno del Turkestan (Diplomesodon pulchellum Lichtenstein, 1823) è un toporagno della famiglia dei Soricidi, unica specie del genere Diplomesodon (Brandt, 1852), diffuso nell'Asia centrale.

## Descrizione

### Dimensioni
Toporagno di piccole dimensioni, con la lunghezza della testa e del corpo tra 51 e 66 mm, la lunghezza della coda tra 28 e 30 mm, la lunghezza del piede tra 10 e 14,4 mm, la lunghezza delle orecchie tra 5,2 e 9,6 mm e un peso fino a 8 g.

### Caratteristiche craniche e dentarie
Il cranio è simile a quello del genere Crocidura. Sono presenti due denti superiori unicuspidati.
Sono caratterizzati dalla seguente formula dentaria:

### Aspetto
La pelliccia è soffice e fine. Le parti dorsali sono grigiastre scure con una grossa macchia ovale bianca sulla schiena, mentre le parti ventrali, i fianchi, la groppa e gli arti sono bianchi. La base dei peli è ovunque grigiastra. Il muso è lungo ed appuntito, ricoperto di lunghe vibrisse, più simili a quelle dei roditori che a quelle degli altri toporagni. Le orecchie sono relativamente ben sviluppate. Il palmo e le dita delle zampe anteriori sono frangiate su entrambi i lati con lunghe setole elastiche, meno vistosamente sui piedi, le quali hanno la funzione di aumentare la superficie in contatto con il terreno sabbioso. Inoltre le zampe anteriori sono relativamente più larghe e con le dita fornite di artigli più grandi. La coda è più corta della testa e del corpo ed è interamente bianca.

## Biologia

### Comportamento
È una specie solitaria, crepuscolare e notturna, attiva durante tutto l'anno. Si rifugia nelle tane di roditori, crepacci, fessure rocciose e in covoni di piante locali simili al grano saraceno note come soulkhir. Cambia frequentemente i ricoveri e talvolta può scavare direttamente le proprie tane nella sabbia molto velocemente. I suoi spostamenti invece risultano più lenti rispetto ai suoi simili. Durante i periodi in cui la popolazione è più numerosa, raggiunge la densità di 1-2 individui per ettaro, particolarmente nelle zone tra i fiumi Volga ed Ural.

### Alimentazione
Si nutre di insetti e delle loro larve, particolarmente di formiche e talvolta anche di piccole lucertole.

### Riproduzione
Danno alla luce 4-5 piccoli alla volta. Si riproduce tra marzo ed ottobre, mentre gli individui più giovani tendono ad accoppiarsi alla fine dell'estate.

## Distribuzione e habitat
Questa specie è diffusa nelle zone desertiche del Kazakistan, Uzbekistan, Turkmenistan e della Russia centro-meridionale.
Vive nelle distese sabbiose ricoperte principalmente da vegetazione saxaul.

## Tassonomia
Nel 2011 è stata descritta una forma, D.sonnerati, basata esclusivamente sulla descrizione annotata in un manoscritto di un toporagno appartenente molto probabilmente a questo genere, effettuata da Pierre Sonnerat alla fine del XVIII secolo durante il suo soggiorno in India. Non essendo stati osservati ulteriori individui si ritiene verosimilmente che si tratti di una forma ormai estinta.

## Conservazione
La IUCN Red List, considerato il vasto areale e l'assenza di minacce rilevanti, classifica D.pulchellum come specie a rischio minimo (Least Concern).